# Futbol'nyj Klub Irtyš Omsk
L'Irtyš Omsk, ufficialmente Futbol'nyj Klub Irtyš Omsk (in russo Футбольный клуб Иртыш Омск?; translitterazione anglosassone: Irtysh Omsk), è una società di calcio russa con sede a Omsk.

## Storia
Fondato nel 1946 col nome di Kryl'ja Sovetov (in russo Крылья Советов?), dall'anno seguente fece la sua prima apparizione nei campionati nazionali sovietici, partendo dalla Vtoraja Gruppa, nome con cui era identificata all'epoca la seconda serie del campionato sovietico di calcio, col nome di squadra della Fabbrica Baranov (in russo Команда Завода имени Баранова?). Nel 1949 cambiò ulteriormente nome in Bol'ševik (in russo Большевик?): fu quello l'ultimo anno di permanenza nei campionati nazionali.
Riapparve nel 1957 col nome di Kryl'ja Sovetov (in russo Красная Звезда?, cioè Stella rossa), nuovamente in seconda serie (all'epoca denominata Klass B); l'anno seguente cambiò nome in Irtyš. Mantenne la seconda serie fino alla fine del 1962, quando la riforma dei campionati trasformò la Klass B in terza serie. Nei tre anni seguenti riuscì a raggiungere per tre volte consecutive i play-off per la promozione: in tutte e tre le occasioni fu eliminato nel girone di semifinale, ma fu comunque ammesso in seconda serie (all'epoca nota come Vtoraja Gruppa A) nel 1966. Nel 1968 arrivò addirittura a sfiorare la massima serie: vinse infatti il proprio girone, ma finì terzo nel girone di play-off.
Retrocesso in terza serie nel 1969, anche a causa della riforma dei campionati, vi rimase fino al 1983 quando vinse sia il proprio girone che quello di play-off. Il ritorno in seconda serie fu però temporaneo: nel 1984 finì ultimo, retrocedendo immediatamente. Dopo aver sfiorato il ritorno in seconda serie sia nel 1988 che nel 1989 (in entrambe le occasioni perse il girone di play-off, dopo aver vinto il proprio), nel 1990 andò addirittura incontro ad una retrocessione in Vtoraja Nizšaja Liga, quarta serie dei campionati.
Con la nascita del campionato russo fu immediatamente collocato in Pervaja Liga, cioè nella seconda serie. Nelle prime due stagioni ottenne due secondi posti, sfiorando i play-off promozione; alla quarta stagione, però, retrocesse. Tornato immediatamente in seconda serie, vi rimase per sole due stagioni.
Tra il 2006 e il 2008 fu conosciuto come Irtyš-1946; nel 2009, dopo dieci stagioni in terza serie, vinse il girone Est di Vtoroj divizion, facendo ritorno in seconda serie: l'anno seguente, però, finì diciannovesimo, retrocedendo immediatamente.

## Palmarès

### Competizioni nazionali
- Pervaja Liga sovietica: 2

1960 (Girone 5), 1968 (Girone 4)
- Vtoraja Liga sovietica: 4

1965 (Girone 5), 1983 (Girone 4), 1988 (Girone 4), 1989 (Girone 4)
- Vtoroj divizion russa: 2

1996 (Girone Est), 2009 (Girone Est)
- Vtoraja liga Rossii: 1

2019-2020